# Majestic Vanguard
Majestic Vanguard är ett kristet power metalband från Falköping. Bandet bildades 2003 av medlemmarna: Daniel Eskilsson, Samuel Fredén och Andreas Andersson. År 2005 släppte de debutalbumet Beyond the Moon.
Bandet gjorde ett uppehåll mellan 2005 och 2006.

## Medlemmar
Senaste kända medlemmar
- Daniel Eskilsson – trummor (2004–?)
- Johan Abelson – gitarr (2004–?)
- Samuel Fredén – keyboard (2004–?)
- Andreas Andersson – basgitarr (2004–?)

Tidigare medlemmar
- Peter Sigfridsson – sång (2004–2007)
- Tommy Johansson – sång (2007)

Turnerande medlemmar
- Peter Sigfridsson – sång (2007–2010)

## Diskografi
Demo
- Beyond the Moon (2004)

Studioalbum
- Beyond the Moon (2005)

Video
- The Great Eternity "Promotion Video" (2006). Länk